# Bni Ykhlef
Bni Ykhlef (franska: Bni Ykhlef (CR), Bni Ykhlef (Commune Rurale), arabiska: مركز قطارة) är en kommun i Marocko.   Den ligger i provinsen Khouribga och regionen Béni Mellal-Khénifra, i den norra delen av landet, 110 km söder om huvudstaden Rabat. Antalet invånare är 9 553.